# Кленова
Кленова (чеш. Klenová) је насељено мјесто са административним статусом сеоске општине (чеш. obec) у округу Клатови, у Плзењском крају, Чешка Република.

## Становништво
Према подацима о броју становника из 2014. године насеље је имало 125 становника.

## Галерија
- Поглед на село
- Уметничка инсталација
- Каплица светог Феликса
- Житница у Кленовој